# Neostenanthera myristicifolia
Neostenanthera myristicifolia är en kirimojaväxtart som först beskrevs av Daniel Oliver, och fick sitt nu gällande namn av Arthur Wallis Exell. Neostenanthera myristicifolia ingår i släktet Neostenanthera och familjen kirimojaväxter. Inga underarter finns listade i Catalogue of Life.